# El Affroun
El Affroun (în arabă العفرون) este o comună din provincia Blida, Algeria.
Populația comunei este de 42.465 locuitori (2008).